# 乗馬隊分列行進曲
『乗馬隊分列行進曲』（じょうばたいぶんれつこうしんきょく）は、かつての大日本帝国軍における騎兵部隊、装甲部隊、航空部隊等の行進の際に演奏されていた行進曲である。

## 概要
陸軍分列行進曲や、軍艦行進曲などの行進曲と比べれば、有名ではなく不明瞭な点が多く見られる。また、この行進曲は戦前では観兵式などの式典で度々演奏されることがあったが、戦後になると演奏されなくなり姿を消した。作曲者、作曲年は不明。
一説によると、明治35年（1902年）5月に陸軍省が『陸軍分列行進曲』と併せて、陸軍の行進曲として制定したとされている。

## 曲調
変ロ長調で始まり、途中、変ホ長調へと転調する。軽快なリズムであるところが特徴であり、戦後に作曲された自衛隊の行進曲である『祝典ギャロップ』の曲調はそれに影響を受けたのではないかと考えられる。

## 名称
『賀路行進曲』、『駆け足行進曲「賀路」』とも言われている。

## 参考資料
- 陸軍観兵式行進曲（ギャロップ「乗馬隊分列行進曲」）- YouTube[信頼性要検証]
- 児童行進曲：乗馬隊分列行進 - 国立国会図書館サーチ
- 陸軍観兵式行進曲「乗馬隊分列行進曲」　陸軍軍楽隊　　Japanese Army March - YouTube[信頼性要検証]